# Station Woudenberg-Scherpenzeel
Het station Woudenberg-Scherpenzeel lag aan de Spoorlijn Kesteren - Amersfoort. Tegelijk met de opening van deze lijn op 18 februari 1886 werd het station opgeleverd voor reizigersvervoer en goederenvervoer.
Het station lag precies op de grens van de gemeenten Woudenberg en Scherpenzeel, maar daardoor wel ver van de centra van beide woonplaatsen. Het station lag dan ook in 2 provincies, Utrecht en Gelderland. Aan de zuidkant bij de overweg was een goederenloods gebouwd. Later volgden meer loodsen. In 1922 werd het emplacement gewijzigd in verband met het aanleggen van dubbelspoor tussen Amersfoort en Woudenberg-Scherpenzeel.
Voor het seinwezen had Woudenberg-Scherpenzeel 3 seinposten, waarvan 2 seinhuizen en een post T op het station. De seinhuizen stonden bij KM 41.2 zijde Veenendaal en op KM 42.1 zijde Leusden. Aan de stationszijde bevond zich het eerste perron en een tweede perron bevond zich iets ten noorden van het stationsgebouw en was via het eerste perron met een overpad te bereiken.

## Geschiedenis
Woudenberg had drie vertreksporen en een goederenspoor met losweg en een militaire losplaats. Tijdens de Tweede Wereldoorlog werd op 7 september 1944 het reizigersvervoer gestaakt. Na de bevrijding kwam alleen het goederenvervoer tot Rhenen weer tot leven. In 1948 begon langzaam de afbraak van het stationemplacement. Ook het seinwezen werd beetje voor beetje opgeruimd. De seinhuizen werden gesloopt en de wissels die vanuit de seinhuizen werden bediend werden omgebouwd tot handbediende wissels.
In 1957 vond de sloop plaats van een deel van het station ten behoeve van Koopmans meelfabrieken. Koopmans kreeg ook een spooraansluiting die in 1972 weer kwam te vervallen. Het station werd in 1972 gesloten voor wagenladingen; alleen wagens met gas en wagens met oude ballast (die in Woudenberg werden overgeladen op vrachtwagens) deden Woudenberg nog aan. Ook autotreinen met Peugeots voor de Firma Nefkens kwamen aan in Woudenberg, waar ze verder over de weg werden getransporteerd. In 1980 vond een emplacementswijziging plaats. Het doorgaande spoor over de zuidkant van het emplacement werd gedeeltelijk opgebroken en eindigt met een stootjuk voor de overweg. Vanuit de richting De Haar kon dan nog alleen via het zijspoor worden binnen gereden. In 1981 werd het spoor richting de Haar beetje voor beetje opgebroken en verdween ook de aansluiting van de vrije baan naar emplacement aan Veenendaalse zijde. Eind jaren 80 begin jaren 90 verdween ook het complete emplacement van Woudenberg uit het beeld.
Op de plaats van de spoorwegovergang pal voor de deur van wachterswoning 40 is een verkeersrotonde aangelegd. En delen grond van het emplacement zijn bij enkele bedrijven daar ter plaatse toegevoegd. Alleen het verwaarloosde restant van het oude stationsgebouw en woning 40 doet nog denken aan de oude tijd van het station Woudenberg-Scherpenzeel. Overigens kan op het tracé vanaf de Zegheweg te Woudenberg tot aan de Hamersveldseweg te Leusden vrij worden gewandeld en zijn er nog wel enkele overblijfselen te vinden, zoals een spoorbrug over een beekje, dat uitstroomt in het Valleikanaal. Eveneens op het deel zuidelijker van het voormalige station is een spoorbrug te vinden en kan vanaf de Brinkkanterweg (gem. Woudenberg) tot aan het Ouderhorsterpad (gem. Woudenberg en Utrechtse Heuvelrug) vrij worden gewandeld over het tracé.

Sinds 2024 is er op de locatie van het voormalige station een Welkoop gevestigd, het woonhuis en de loods naast het woonhuis zijn meegenomen in het ontwerp van het gebouw, en aan de binnenkant van de winkel zijn meerdere muren beplakt met de geschiedenis van het station en de spoorlijn 
Abcoude · 
Amersfoort:
-Centraal · 
-Schothorst · 
-Vathorst · 
Baarn · 
Bilthoven · 
Breukelen · 
Bunnik · 
Den Dolder · 
Driebergen-Zeist · 
Hoevelaken · 
Hollandsche Rading ·
Houten · 
-Castellum · 
Leerdam · 
Maarn · 
Maarssen · 
Rhenen · 
Soest · 
-Zuid · Soestdijk · 
Utrecht:
-Centraal · 
-Leidsche Rijn · 
-Lunetten · 
-Maliebaan · 
-Overvecht · 
-Terwijde · 
-Vaartsche Rijn · 
-Zuilen · 
Veenendaal: 
-Centrum · 
-West · 
Vleuten · 
Woerden
Voormalige stations: zie de lijst van voormalige spoorwegstations in Utrecht
21: Kesteren ·
24: Rhenen ·
31: Veenendaal Centrum ·
33: Veenendaal West ·
36: De Haar ·
41: Woudenberg-Scherpenzeel ·
45: Leusden ·
50: Amersfoort Staat ·
51: Amersfoort